# دايجون

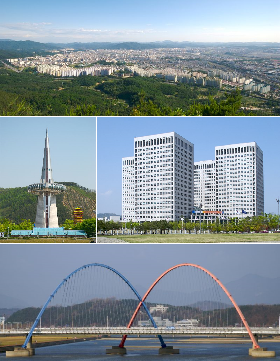

مدينة دايجون (بالكورية: 대전시) مدينة تقع في وسط كوريا الجنوبية. تعدّ خامس أكبر مدينة في البلاد حيث يبلغ عدد سكانها 1،4 مليون نسمة حسب إحصاء سنة 2007 بينما تبلغ مساحتها 539 كيلومتر مربع . 

## التقسيم الإداري

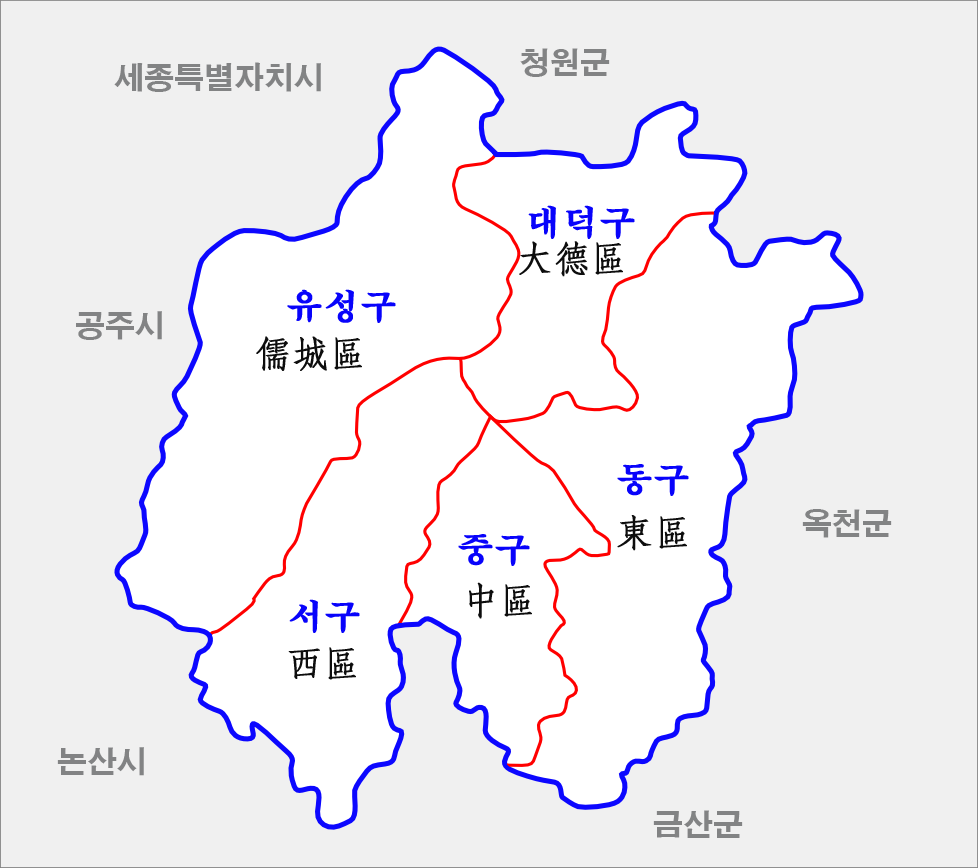
التقسيم الإداري دايجون.

دايجون مقسمة إلى 5 مديريات ("Gu"):
- مديرية دايديوك (대덕구; 大德區)
- مديرية دونغ (동구; 東區)
- مديرية جونغ (중구; 中區)
- مديرية سو (서구; 西區)
- مديرية يوسونغ (유성구; 儒城區)

## معرض

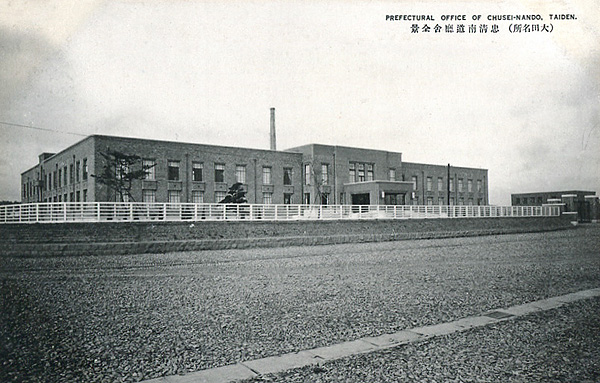
مكتب مقاطعة جنوب تشونتشيونغ في عشرينيات القرن الماضي.
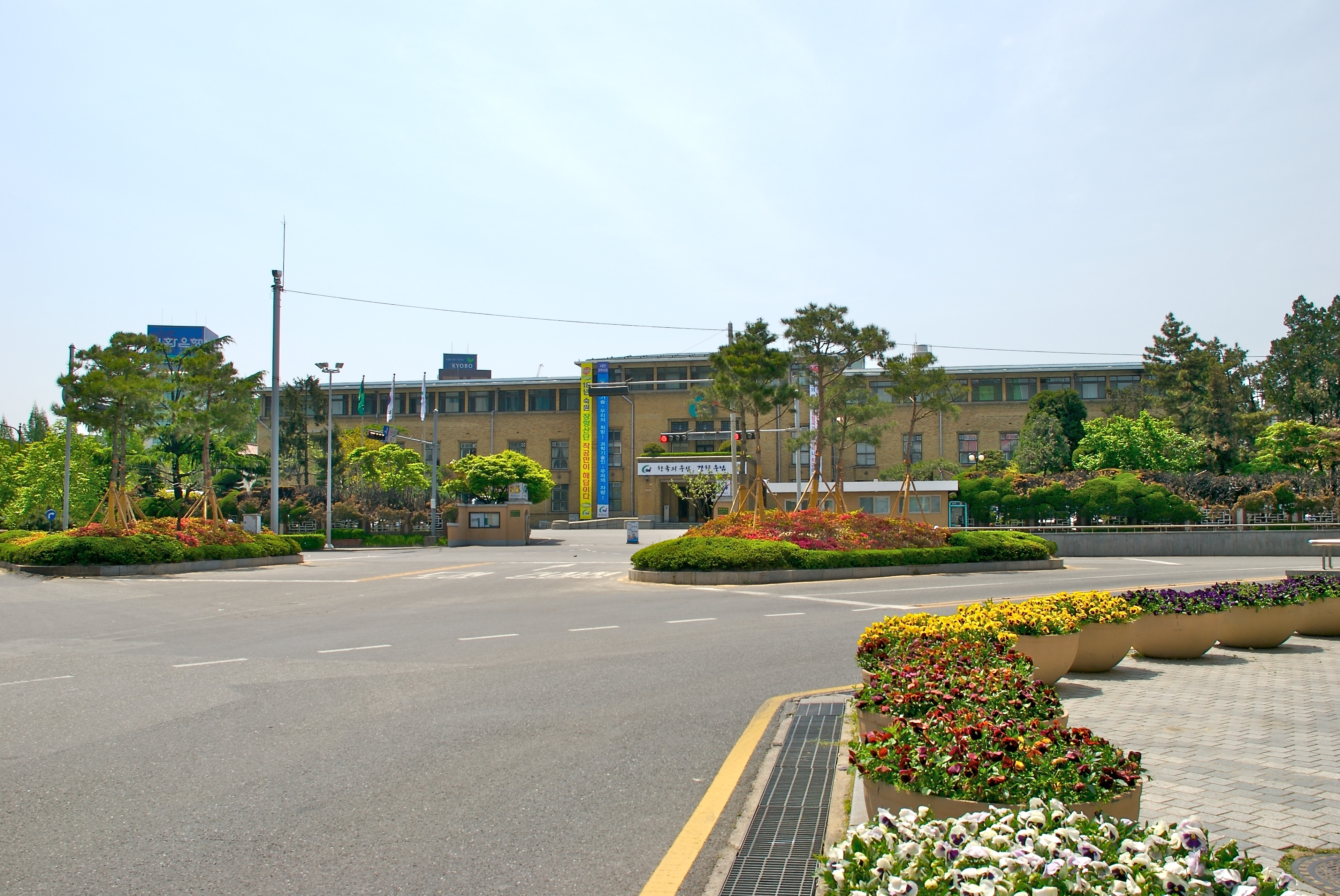
المكاتب الحكومية لمقاطعة جنوب تشونغ تشونغ في عام 2007
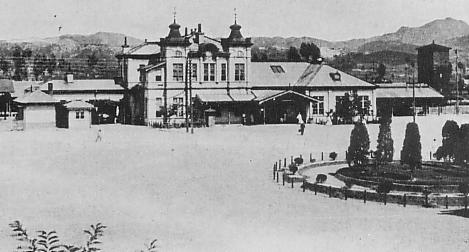
محطة دايجون في العقد 1920
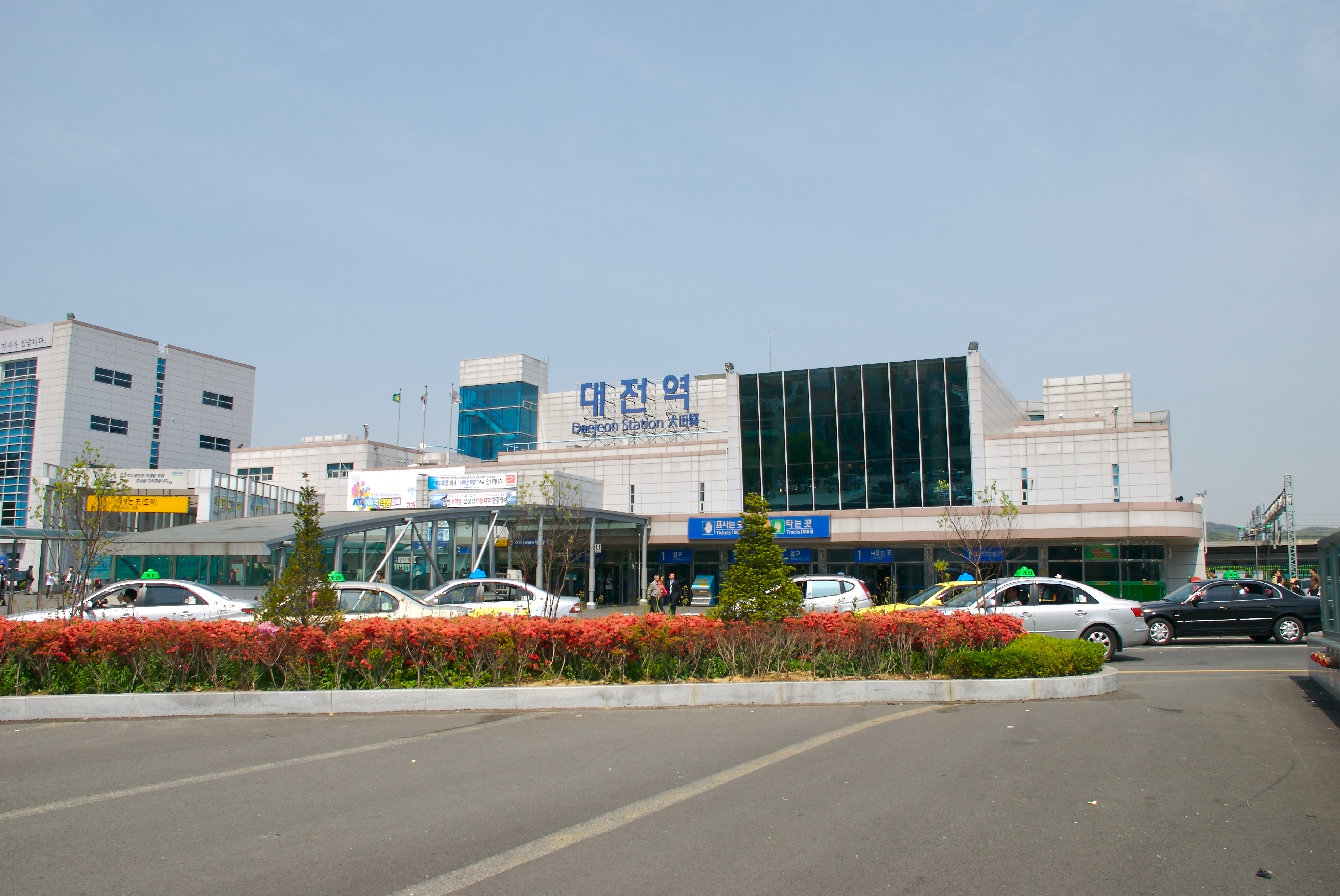
محطة السكك الحديدية دايجون في 2007
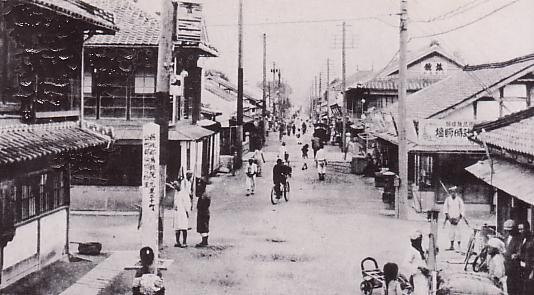
حي Eunhaeng-Sunhwa في عشرينيات القرن الماضي